# Chrysiridia prometheus
Chrysiridia prometheus is een vlinder uit de familie uraniavlinders (Uraniidae). De wetenschappelijke naam van deze soort is voor het eerst geldig gepubliceerd in 1819 door Drapiez.
De soort komt voor in tropisch Afrika.